# 宏庙胡同
39°54′55″N 116°22′15″E / 39.9152547°N 116.3707593°E
宏庙胡同，是位于中國北京市西城区中部的一条胡同。现已拓宽为道路。

## 简介
宏庙胡同为东西走向，过去东起西斜街，西到辟才五条，全长292米，平均宽6米。明朝称“红庙儿街”，又称“红庙胡同”，因为胡同内有关公庙，俗称红庙，故得名。清朝称“红庙街”，简称“红庙”。1911年之后，以谐音改称“宏庙街”、“宏庙胡同”。1990年代至2000年代，胡同西段南北两侧的平房被拆除，兴建宏汇园小区。宏庙胡同也被拓宽改造，将西斜街东段并入，从而直达西单北大街。